# 中央文化革命小组
中央文化革命小组，简称中央文革小组或中央文革，是中国共产党中央委员会在1966年5月设立的一个机构，隶属于中共中央政治局常委会，是直接指挥文化大革命的机构。它的主要任务是推动毛泽东所倡导的“文化大革命”，以及打击当时认为的“资产阶级”思想和势力。小组的成立标志着毛泽东通过党内激进力量，推动社会变革，尤其是在教育、文化领域的彻底改造。
设立中央文革小组的初衷是领导文化大革命。但在文革推进过程中，它很快就取代中共中央政治局成为权力极大的机构。1969年中共九大成立新一届政治局后自动撤去，之后四人帮通过1970年成立的中央组织宣传组继续发挥影响。此时，中央文革小组内部紧跟毛泽东的成员都进入中央政治局。他们是：江青、陈伯达、康生、张春桥、姚文元。主要成员都是林彪、江青反革命集团案的被告人。陈伯达、康生为五人组成的中共中央政治局常务委员会委员（另三人为毛泽东、林彪、周恩来）。

## 历史
1964年7月，毛泽东提议成立文化革命五人小组，为中央非常设机构，彭真为组长，主要是在中央政治局、书记处领导下开展文化革命方面的工作。1966年2月，针对日益升级的对吴晗《海瑞罢官》的批判，彭真召集文化革命五人小组会议，并在会后起草了“二月提纲”，试图将批判运动限制在学术讨论的范围之内，但后来遭到毛泽东的严厉指责。
1966年5月的《五一六通知》，宣布“撤销原来的‘文化革命五人小组’及其办事机构，重新设立文化革命小组，隶属于政治局常委之下”。5月28日，中央发出关于中央文化革命小组名单的通知，决定小组组长为陈伯达，顾问为康生，副组长为江青、王任重、刘志坚、张春桥，组员为谢镗忠、尹达、王力、关锋、戚本禹、穆欣、姚文元等。8月2日，中共中央发出通知，决定陶铸兼任中央文革小组顾问。
1966年8月8日，中共中央通过的《关于无产阶级文化大革命的决定》（简称《十六条》）赋予它“无产阶级文化革命的权力机构”的性质，是管理文化大革命事务的专门机构。8月30日，中共中央又发出通知：“在陈伯达同志病假期间或今后离京外出工作期间，他所担任的中央文化革命小组组长职务，由第一副组长江青同志代理。”

### 初始人員
该机构于1966年5月28日成立。以原《五一六通知》起草小组作为基础，人员有：
| - 江青 - 陈伯达（中共中央政治局常委）任组长 - 张春桥（上海市委文教书记）任副组长 - 康生（中共中央书记处书记）任顾问 - 王任重（中南局湖北省委第一书记） - 刘志坚（总政治部第一副主任） - 谢镗忠（总政治部文化部长） - 姚文元（上海市委宣传部部长） - 王力（中宣部副部长、《红旗》杂志副主编） | - 关锋（《红旗》杂志编委） - 戚本禹（《红旗》杂志历史组组长） - 尹达（中国科学院社会科学部考古所副所长、历史研究所第一副所长） - 穆欣（《光明日报》总编） - 郭影秋（北京市委文教书记） - 郑季翘（东北局吉林省委文教书记） - 杨植霖（西北局青海省委第一书记） - 刘文珍（西南局宣传部长） |

同年8月2日增补陶铸（政治局常委、中央书记处常务书记、国务院副总理、中宣部部长）任中央文革顾问。穆欣曾任办公室主任。下辖有办事组、接待站、宣传组、文艺组、理论组等。办公地点在钓鱼台賓館14号楼。

### 運作
中共八届十一中全会以前，它主管五界（学术界、教育界、新闻界、文艺界、出版界）事务。八届十一中全会之后，它有了十六条赋予的权力，小组全体成员列席参加中共中央政治局会议，逐步取代中央书记处，成为文革的实际指挥机构。1967年1月12日《给上海各革命造反团体的贺电》，由中共中央、国务院、中央军委、中央文革（起草）联合署名。“紧跟毛主席，紧跟党中央，紧跟中央军委，紧跟中央文革小组”成为当时的政治口号，“毛主席和中央文革”成为无产阶级革命路线的代名词。
1959年廬山會議上，彭德怀与张闻天已被定性为反党集团，1966年文革开始后刘少奇、邓小平、彭真、贺龙、乌兰夫、陆定一、薄一波相继被打倒，1967年陈毅、李富春、李先念因“二月逆流”受冲击，加之林伯渠与罗荣桓已病故，朱德、陈云、董必武“靠边站”，刘伯承病休，政治局委员只有毛泽东、林彪、周恩来三人，政治局候补委员只剩下陈伯达、康生两人。中央文革实际上代替了中央政治局，完成了毛泽东以其秘书班子取代常规国家权力体制的过程。
同时出现了一个从未有过的权威至高的领导机构：“中央文革碰头会”。碰头会成员包括当时中央文革的全体，即陈伯达、康生、江青、张春桥、王力、关锋、戚本禹、姚文元，加上谢富治、黄永胜、吴法宪、叶群、汪东兴、温玉成列席，周恩来参加并主持。

### 小组成员的出局
小组人事更换频繁、易于获罪，不少人从这里被投进了秦城监狱（如穆欣、金敬迈、矫玉山、王广宇等）。
1966年郭影秋、郑季翘、杨植霖、刘文珍、尹达先后在原单位被打倒。担任顾问的陶铸、担任副组长的王任重、刘志坚，于1966年12月至1967年1月相继被打倒。1967年夏秋王力、关锋、戚本禹也被剥夺权力。 
- 郭影秋：1966年7月27日-29日被北京市委与中国人民大学。
- 尹达：1966年8月底被中科院历史所
- 张平化：1966年8月30日中央决定他重回湖南主持工作，脱离了中央文革小组
- 郑季翘：1966年11或12月
- 刘文珍：1966年12月
- 王任重：1966年12月27日
- 陶铸：1967年1月4日
- 刘志坚：1967年1月4日
- 杨植霖：1967年初
- 谢镗忠：1967年5月
- 王力：1967年8月30日
- 关锋：1967年8月30日
- 穆欣：1967年9月6日
- 戚本禹：1968年1月13日

### 恶攻罪
中央文革的作为引起了联动等组织和社会力量公开或私下的批评、反对、抵制。为了给天下大乱的造反夺权活动提供安全保证，《公安六条》第二条规定：“凡是投寄反革命匿名信，秘密或公开张贴、散发反革命传单，写反动标语，喊反动口号，以攻击污蔑伟大领袖毛主席和他的亲密战友林彪同志的，都是现行反革命行为”（被概括为“恶攻罪”）。但这条规定的精神后实际上发展到对适用于“无产阶级司令部”全体成员（包括中央文革）——“谁炮打中央文革谁就是反革命”。北京卫戍区司令傅崇碧奉命追查鲁迅手稿到中央文革驻地查勘，被定性为“武装冲击中央文革”，是杨余傅事件的原因之一。
寄往中央文革的信可免邮资。

### 解散與清算
1969年4月，中共九大后成立新一届政治局，中央文革小组最后五位成员陈伯达、康生、江青、张春桥、姚文元全体进入政治局。中共中央政治局恢复正常活动，权力运作再次制度化，中央文革小组自动消亡。九大的政治报告中说：“这个《通知》（五一六通知）决定成立的中央文化革命小组，坚决执行了毛主席的无产阶级革命路线。”直到1970年11月，时任中共中央政治局常委、原中央文革小组组长陈伯达倒台并成立中央组织宣传组后，中央文革小组才不再在中央文件中被提及。
1981年6月27日，中共十一届六中全会通過的《关于建国以来党的若干历史问题的决议》认为：“对党中央领导机构进行了错误的改组，成立了所谓‘中央文革小组’并让它掌握了中央的很大部分权力。……林彪、江青、康生、张春桥等人主要利用所谓‘中央文革小组’的名义，乘机煽动‘打倒一切、全面内战’。”而此前，在九大上进入政治局的中央文革的成员（江青、张春桥、姚文元、陈伯达）都被判刑，已故的康生则被开除党籍、撤销悼词、骨灰移出八宝山革命公墓。